# Honkisaari (ö i Kajanaland, Kehys-Kainuu, lat 65,45, long 29,50)
Honkisaari är en ö i Finland. Den ligger i sjön Hossanjärvi och i kommunen Suomussalmi i den ekonomiska regionen  Kehys-Kainuu  och landskapet Kajanaland, i den nordöstra delen av landet, 600 km norr om huvudstaden Helsingfors. Öns area är 16,8 hektar och dess största längd är 0,8 kilometer i nord-sydlig riktning.